# Selección de rugby de Tailandia
La selección de rugby de Tailandia es el equipo representativo de la Thai Rugby Union (TRU) en torneos asiáticos.

## Reseña
La selección hace su debut en la primera edición del Asia Rugby Championship (ARC) celebrada en Japón en 1969; en esa oportunidad se ubicó en la 4.ª posición. En la segunda edición tuvo su mejor rendimiento cuando ofició de local en 1970, allí se ubicó en la 2.ª posición perdiendo la final frente a Japón por 42 - 11.
Desde 1998, año en que el principal torneo asiático se subdivide en niveles, Tailandia participó en 2.ª y 3.ª división y no ha vuelto a competir en primera.

## Palmarés
- Asia Rugby Championship Division 1 (1): 2002
- Asia Rugby Championship Division 2 (2): 2008, 2012

## Participación en copas
| - no ha clasificado - Asian Rugby Championship 1969: 4.º puesto - Asian Rugby Championship 1970: 2.º puesto - Asian Rugby Championship 1972: 3.º puesto - Asian Rugby Championship 1974: 4.º en el grupo - Asian Rugby Championship 1976: 4.º puesto - Asian Rugby Championship 1978: 4.º puesto - Asian Rugby Championship 1980: 3.º en el grupo - Asian Rugby Championship 1982: 4.º en el grupo - Asian Rugby Championship 1984: 4.º puesto - Asian Rugby Championship 1986: 3.º puesto - Asian Rugby Championship 1988: 3.º en el grupo - Asian Rugby Championship 1990: 4.º puesto - Asian Rugby Championship 1992: 3.º en el grupo - Asian Rugby Championship 1994: 3.º en el grupo - Asian Rugby Championship 1996: 3.º en el grupo - Asian Championship Division 2 1998: 3.º puesto - Asian Championship Division 2 2000: 4.º puesto - Asian Championship Division 2 2002: Campeón invicto - Asian Championship Division 2 2004: 2.º puesto - Asian Championship Division 2 2006: 5.º puesto | - Asian Series Plate 2001: 3.º puesto (último) - Asian Series Bowl 2003-04: 2.º puesto - Asian Series Division 3 2005: 3.º en el grupo - Asian Series Division 4 2006: 2.º puesto - Asian Series Division 3 2007: 2.º puesto - Asian 5 Nations Division 2 2008: Campeón invicto - Asian 5 Nations Division 2 2010: 3.º puesto - Asian 5 Nations Division 2 2011: 2.º puesto - Asian 5 Nations Division 2 2012: Campeón invicto - Asian 5 Nations Division 2 2014: 4.º puesto (último) - Asian 5 Nations Division 1 2009: 4.º puesto (último) - Asian 5 Nations Division 1 2013: 4.º puesto (último) - ARC Division 2 2015: 4.º puesto (último) - ARC Division 2 2016: 2.º puesto - ARC Division 2 2017: 2.º puesto - ARC Division 2 2018: 2.º puesto - ARC Division 2 2019: 2.º puesto - Torneo Cuadrangular 1997: 2.º puesto - Juegos Asiáticos 1998: 5.º puesto |